# 誘電エラストマー
誘電性エラストマー （ゆうでんせいエラストマー）は、電場により大きなひずみ（400%を超える）を生成するエラストマーである。マクスウェル応力を利用して電気エネルギーを直接運動エネルギーに変換することができる。誘電性エラストマーは、軽量で高い弾性エネルギー密度を持つ。誘電性エラストマーの電場駆動では、電流値はnAからμAの範囲で、熱損失がほとんどない。駆動電場は高い（数千ボルト）が、エネルギー効率は高い。現在のところ、大変形を誘起するのに適している。逆に外部から力を加えて変形させ、発電に使用されることもある。実際に運動量として取り出す機構については今も研究中であり、様々な構想が存在する。

## 原理
誘電性エラストマーは二枚の電極に挟まれている柔らかいコンデンサーである。
電圧{\displaystyle U}が印加されると、クーロン力により{\displaystyle p_{el}} が生じる。したがってエラストマーは圧縮される。静電気力{\displaystyle p_{el}}の二倍である電極間圧力{\displaystyle p_{eq}}は、次式で求められる。
ここで{\displaystyle \varepsilon _{0}}は真空の誘電率。{\displaystyle \varepsilon _{r}}はエラストマーの誘電率。{\displaystyle z}はエラストマーフィルムの厚さ。

## 材料
エラストマー材料はシリコン系かアクリル系が使われることが多い。要件は以下のとおり。
- 材料は低剛性である必要がある（大きな歪みを生むため）
- 誘電率が高くなければならない
- 絶縁破壊強度が高い

また、電極はエラストマーと常に接触している必要がある。電極は（金属電極、黒鉛粉末、シリコーンオイルとグラファイト混合物）などが用いられる。

## 機構
- 額内面型アクチュエータ

二つの電極を誘電性エラストマーでコーティングしたもの。典型的には額縁様構造物でフィルムの周りを支持する。例として拡大する円。積層することもある。
- 円筒アクチュエータ

コーティングされたエラストマーフィルムを円筒に巻き付けたもの。電圧を印加すると軸方向に力がかかり、伸張する。円筒アクチュエータは圧縮バネに巻き付けたり、あるいはコア無しでも用いることができる。円筒アクチュエータはマイクロロボットや弁に使われる。
- ダイヤフラムアクチュエータ

平面的な構造として作られるが、z軸方向に力がかかる。一般的なダイヤフラムの膜自身がアクチュエータとして機能する。
- シェル型アクチュエータ

エラストマーフィルムの特定の場所に複数の電極を取り付けたアクチュエータ。電圧を加えるとフィルムは複雑な三次元構造をとる。空気や水を介して車両の推進などに用いることができる。例えば飛行船など。
- 積層アクチュエータ

面型アクチュエータを積層することで変形と力を大きくすることが出来る。特に短縮アクチュエータを造ることが出来る。
- 厚みアクチュエータ

力と変位がz方向にかかるアクチュエータ。通常、z方向の変位を増加させるために積層されている平坦な膜である。